# 2RN
2RN — первая радиостанция в истории Ирландии, основанная Министерством почт и телеграфов Ирландии. Начала регулярное вещание 1 января 1926 года, которое продолжалось до 1933 года, пока её не заменила радиостанция Radio Athlone (позже известная как RTÉ Radio 1 или Radio Éireann). С 2013 года 2RN является коммерческим названием компании RTÉ Transmission Network Ltd, дочернего предприятия Raidió Teilifís Éireann.

## Параметры вещания
Студия вещания располагалась изначально в здании на перекрёстке Литтл-Денмарк-стрит (англ. Little Denmark Street) и Генри-стрит в Дублине, а с 1928 года — в здании главного почтамта. 
Передатчик мощностью 1,5 кВт производства Маркони находился в казармах Макки около Феникс-парка. Частота вещания станции составляла 790 кГц (380 м), вследствие чего поймать эту радиоволну было крайне сложно радиослушателям. Слабо развитые технологии производства приёмников приводили к интерференции волн, и сигнал подавлялся как радиостанцией 6BM (Борнмаут), так и Гамбургской радиостанцией. Вещание за пределами Дублина также было проблемным, хотя в тот момент планировалось соорудить мощный передатчик для передачи сигнала на всю страну. В 1927 году в Корке была основана радиостанция 6CK, которая ретранслировала многие из программ 2RN, равно как и другие радиостанции делали это.
Первоначально станция вещала на протяжении трёх часов, с 19:30 по 22:30 с понедельника по субботу; в воскресенье вещание шло только в течение двух часов по вечерам.